# Ђоковићева травунијана
Ђоковићева травунијана (лат. Travunijana djokovici) врста је пужа из породице Hidrobiide, из рода Travunijana. Први пут је откривена и описана 2021. године од стране словачког биоспелеологa Јозефа Грега и црногорског зоолога Владимира Пешића. Име је добио по српском тенисеру Новаку Ђоковићу.

## Распрострањење
Једино познато станиште врсте ђоковићева травунијана у свету је Црна Гора.

## Опис
Врста живи у слаткој води и откривена је на локалитету Вријешко врело, близу главног града Црне Горе — Подгорице. Величине је 2-3 милиметра и има белу, издужену, конусну љуштуру. Прилагођена је животу испод земље.